# Carlos Puebla
Carlos Manuel Puebla Concha (1917-1989) fue un cantautor cubano. 
Carlos Puebla ha sido denominado como «el cantor de la revolución», utilizó su música para difundir los valores  de la Revolución cubana, cantando sobre algunos hechos relevantes de dicho período hasta su muerte. Esa labor de difusión comprometida con una ideología concreta llevó a los oponentes a la misma a considerar que Puebla hacía "propaganda" de la revolución y sus ideas.

## Biografía

### Niñez y juventud
Nació el 11 de septiembre de 1917 en Manzanillo, en el seno de una familia humilde. Se vio obligado a ejercer durante su niñez y juventud múltiples oficios: carpintero, mecánico, obrero azucarero y zapatero.[cita requerida] Su temperamento le empujaba al mundo de la música. Cuando iba a la escuela no abandonaba su armónica, que hacía sonar por el camino. Las clases de guitarra que recibía su hermano eran seguidas por él a escondidas y repetidas luego; ese carácter autodidacta le impulsó a aprender. Utilizando métodos de enseñanza a distancia (como para aprender a tocar la guitarra sin maestro) y consultando a Pedro Estacio, director en ese tiempo de la Banda Municipal de Conciertos de Manzanillo, y Juan García, maestro de piano, dio los primeros pasos en el aprendizaje musical.

### Inicios artísticos
En los 30 del siglo XX sus canciones ya se emitían en la radio local de Manzanillo, la CMKM. En este tiempo los temas de su música son de corte romántico, canciones que fueron grandes éxitos y que han pasado a formar parte del patrimonio de la música cubana. Algunas de ellas son: Quiero hablar contigo, Qué sé yo, Te vieron con él, Cuenta conmigo, Quién se lo iba a imaginar, Hay que decir adiós y Dejemos de fingir.
Poco después comenzaría a grabar sus discos; en estas piezas ya se empiezan a tratar temas sociales y reivindicativos. Canciones como Plan de machete, Este es mi pueblo y Pobre de mi Cuba denunciaban la situación que se vivía en Cuba por aquella época sin temer a la represión.
En los años 50 se acompaña por el grupo Los Tradicionales, integrado por Santiago Martínez, Pedro Sosa y Rafael Lorenzo, publicándose sus trabajos bajo el nombre de Carlos Puebla y Sus Tradicionales. Su presencia en la radio y en la televisión nacionales se hace habitual. Aunque el escenario que más estimaba en aquellos tiempos era el restaurante habanero La bodeguita del medio, donde interpretaba su obra sin cobrar ningún salario pero reconfortado en el buen ambiente allí existente. Tal como él mismo dice:  

(...) pasaba los ratos cantando con la barriga llena y el corazón contento.

 Este lugar le sirvió para conocer a otros muchos artistas e importantes personalidades.

### Etapa en la Revolución cubana
El 1 de enero de 1959 el triunfo de la revolución cubana, representada por la entrada de Fidel Castro en La Habana, influiría en la vida de Carlos Puebla de forma transcendental. La guaracha Y en eso llegó Fidel es, tal como dice el título, un cambio en su obra: Carlos Puebla se convierte en cronista. Pasa a componer canciones propagandísticas de los valores revolucionarios y de las decisiones del gobierno de Cuba, sin dejar a un lado los temas tradicionales.
Canciones como La reforma agraria, Duro con él, Ya ganamos la pelea, Son de la alfabetización se enmarcan dentro de labor van haciendo de Carlos Puebla un representante artístico de la obra de la revolución cubana. En su canción De Cuba traigo un cantar muestra bien claro este papel de embajador que adopta: 

De Cuba traigo un cantar
hecho de palma y de sol
cantar de la vida nueva
y del trabajo creador
para el ensueño mejor
cantar para la esperanza
para la luz y el amor...

En 1961 realiza la que sería su primera gira por varios países, que culmina con un gran éxito. Esto daría pie a muchas más giras, que extenderían su prestigio y fama desde el ámbito cubano a más de 35 países. En todas estas actuaciones fue acompañado de su grupo Los Tradicionales. En aquella época se le empezó a llamar «juglar de la era moderna».
El éxito no fue motivo para olvidar sus orígenes. Volvía siempre que podía a su ciudad natal y participaba en la celebración de las Semanas de la Cultura y las Jornadas de Homenaje a su amigo, el poeta Manuel Navarro Luna. En Manzanillo, paseaba por toda la ciudad y actuaba allí donde se lo pidieran. Su sitio preferido era La Casa de la Trova, donde pasaba horas con sus amigos cantando y compartiendo su bebida predilecta, el ron Pinilla.
La partida del guerrillero revolucionario argentino Che Guevara de Cuba en 1965 impactó a Carlos Puebla, tanto que en la misma noche en que Fidel Castro dio a conocer la carta de despedida de Guevara, Puebla, sin poder dormir, compuso su obra más conocida, «Hasta siempre, comandante», un homenaje al líder guerrillero que, tras la muerte de Guevara en 1967, se convertiría en un himno  de carácter internacional del espectro ideológico de izquierda.

### Su muerte
Una larga enfermedad terminó con su vida un 12 de julio de 1989 en La Habana. Para entonces su obra musical abarcaba más de setenta temas en los cuales, con su característico sentido del humor, abordaba temas sociales y tradicionales. La enfermedad no pudo minar su sentido jovial. En la tumba del artista, la cual se encuentra en el cementerio de Manzanillo, fue grabado como epitafio:

Yo soy esto que soy, 
 un simple trovador que canta

## Discografía

### Álbumes de estudio
- 1969 - Y diez años van

### EP
- 1971 - Ojo con la CIA / Todos los caminos

### Colectivos
- 1971 - Saludo cubano

### Obra póstuma
Entre sus publicaciones póstumas:
- 1997 - Cantarte comandante
- 1997 - La novia del feeling
- 1997 - Toda una vida
- 1998 - Hasta siempre
- 1999 - Dos voces de América en un canto a Cuba
- 1999 - Soy del pueblo
- 2001 - Mis cincuenta preferidas. Vol. III
- 2004 - El gran tesoro de la música cubana. Vol. IV
- 2004 - Rebeldes

#### Colectivos
- 1997 - ¡El Che vive!